# جان وایترو
جان وایترو (انگلیسی: John Witherow؛ زادهٔ ۲۰ ژانویهٔ ۱۹۵۲) ویراستار و روزنامه‌نگار و سردبیر روزنامه انگلیسی تایمز از سال ۲۰۱۳ است. وی پیش از این به‌عنوان روزنامه‌نگار با رویترز همکاری می‌کرد. در سال ۱۹۸۰ به نیوز اینترنشنال پیوست و در ۱۹۹۴ سردبیر روزنامه ساندی تایمز شد.

## زندگی‌نامه
جان وایترو در ژوهانسبورگ، آفریقای جنوبی به دنیا آمد. او در اواسط دهه ۱۹۵۰ قبل از عزیمت به ملبورن، استرالیا در اواخر دهه ۱۹۵۰، به بریتانیا مهاجرت کرد. وی در اوایل دهه ۱۹۶۰ به بریتانیا بازگشت و در آنجا در مدرسه بدفورد، انگلستان و دانشگاه یورک تحصیل کرد.

## زندگی حرفه‌ای
وایترو حرفه خود را با سرویس جهانی بی‌بی‌سی در نامیبیا آغاز کرد.
در سال ۱۹۷۷ وایترو پس از دانشگاه، وایترو به عنوان کارآموز در خبرگزاری رویترز پذیرفته شد و به دانشکده روزنامه‌نگاری کاردیف فرستاده شد. وی سپس به رویترز بازگشت و در لندن و مادرید به حرفه روزنامه‌نگاری مشغول شد و در۱۹۸۰ به عنوان خبرنگار تایمز به این رسانه منتقل شد.
وایترو در روزنامه تایمز، به پوشش خبری جنگ ایران - عراق و فالکلند پرداخت.
در سال ۱۹۸۲، وایترو برای تهیه گزارشی از جنگ فالکلند به ناو هواپیمابر شکست ناپذیر اعزام شد.
پس از سقوط بندر استنلی در ژوئن ۱۹۸۲، وی با هواپیمای هرکولس با سرویس هوایی ویژه به انگلستان بازگشت. وی کتابی با عنوان «جنگ زمستان»، «فالکلند»، با پاتریک بیشاپ، خبرنگار جنگ روزنامه «آبزرور» نوشت.
وایترو در سال ۱۹۸۳ تحت سردبیری اندرو نیل به روزنامه ساندی تایمز نقل مکان کرد. وی در آنجا در چندین سمت از جمله سردبیر دفاع، سردبیر دیپلماتیک، سردبیر خارجی و رئیس بخش خبر خدمت کرد. وایترو پس از جدایی نیل در سال ۱۹۹۴ به عنوان سردبیر انتخاب شد. وی سال بعد در این سمت ابقاء شد.
در اوایل سال ۲۰۱۳، وایترو به عنوان سردبیر روزنامه تایمز جانشین جیمز هاردینگ شد. مدیران مستقل تایمز انتصاب وی را در سپتامبر همان سال مورد تأیید قرار دادند و روزنامه تایمز در ۲۰۱۴ جایزه مطبوعات را از آن خود کرد.
به گزارش گاردین، مذاکرات بر سر شرایط خروج وایترو به عنوان سردبیر تایمز «مدتی» ادامه داشت و وایترو عمده سال ۲۰۲۲ در مرخصی استعلاجی بود. در این مدت، معاون او تونی گالاگر مسئولیت موقت روزنامه را بر عهده داشت.وایترو در ۲۷ سپتامبر ۲۰۲۲ از سمت سردبیری تایمز کنار رفت تا رئیس روزنامه تایمز شود. گالاگر روز بعد به عنوان جانشین او تأیید شد.

## چالش‌ها
وایترو در اوائل کار سردبیر روزنامه ساندی تایمز شد و در خصوص ادعاهای کاذبی که به مایکل فوت سیاستمدار حزب کارگر نسبت داده بودند که نماینده کاگ‌ب است پرداخت و مقاله‌ای در این خصوص منتشر کرد. در ۲۰۱۰ وایترو که تلاش داشت از یک منتقد به نام گیل حمایت کند، کلر با لیدینگ در یک مناظره تلویزیونی او را «دایک روی دوچرخه» خواند. وایترو در واکنش به این اظهار نظر گفت به نظرم برخی از اعضای جامعه دگرباشان باید خود را به عنوان قربانی ندیده و مانند هر گروه معقول دیگری آنچنان که مورد قبول جامعه است رفتار کنند. و جنسیت یک شخص نیابد به او استاتوی حفاظت شده بدهد که در این رابطه با لیدینگ از کمیسیون شکایت از مطبوعات شکایت کرد و شکایت وی مورد تأیید قرار گرفت.
بعدها در سمت سردبیر تایمز نامه‌هایی از طرف افراد و دانشمندان برجسته انگلستان از جمله لرد کربس و لرد استرن دریافت کرد. که به وی به دلیل ۱۵۰ سال نادیده گرفتن کشف و عوامل گرم شدن هوا و گازهای گلخانه‌ای و هر چیزی که از دستاوردهای فیزیک جوی پنهان مانده انتقاد کردند.
در ۲۰۱۶ وایترو در سمت سردبیری روزنامه تایمز  نتوانست در صفحه نخست روزنامه حکم تحقیق در مورد فاجعه استادیوم هیلزبورو را پوشش دهد. البته بعداً اعتراف کرد که علت این بود که تونی بارت خبرنگار فوتبال تایمز در اعتراض به شکست آشکار روزنامه استعفا داده بود و برای همین مسابقه را پوشش نداد.

## زندگی شخصی
وایترو از ازدواج با سارا لینتون دارای سه فرزند است.

## آثار
- Witherow, John & Bishop, Patrick (1982). The Winter War: Falklands Conflict. Quartet Books. ISBN 0-7043-3424-0.
- Witherow, John & Sullivan, Aidan (1991). The Sunday Times War in the Gulf: A Pictorial History. St. Martin's Press. ISBN 0-312-06706-2.